# Club Sport Juan Gobán
El Club Sport Juan Gobán de Limón fue fundado en 1953 y jugó en la tercera y segunda división del fútbol de Costa Rica.

## Historia
La provincia de Limón tuvo como antecedentes al Deportivo Estrella Roja F.C, escuadra que militaba en los torneos interdistritales de fútbol. Los ciudadanos limonenses se interesaron por constituir un equipo que los representara en los torneos cantonales; y utilizan como base las juveniles de su comunidad para competir en las terceras divisiones.
El Club Sport Juan Gobán se funda en 1953 en memoria de su leyenda balonpédica Juan Gobán, quién dio sus primeros pasos en el Club Gimnástico Limonense y es miembro de la Galería Costarricense del Deporte.
A inicios de los 60's es que juega las eliminatorias cantonales de Liga Nacional. Y posteriormente en los 70´s alcanza sus primeros campeonatos de tercera división por (CONAFA).
En 1971 los caribeños campeonizan por la provincia de Limón en la tercera división (2.ª. División de Ascenso), y es hasta 1972 que ostentan el título nacional. Eso les daba el derecho de ingresar a la segunda división, y se renombra a la escuadra como Deportivo Juan Gobán F.C.
Este equipo nunca logró alcanzar el pase a la Primera División de Costa Rica, sin embargo es uno de los clubes de fútbol más importantes de los años 70´s y 80´s.

## Uniforme
- Uniforme titular: Camiseta aurinegra, pantalón negro, medias negras.

## Ascenso
Tercera División de Costa Rica: Década de 1960
Segunda División de Costa Rica:  Década de 1970

## Palmarés
- Campeón Nacional de Tercera División Limón (1): 1971
- Tercera División de Costa Rica (1): 1972